# Organisationsteori
 Der er for få eller ingen kildehenvisninger i denne artikel, hvilket er et problem. Du kan hjælpe ved at angive troværdige kilder til de påstande, som fremføres i artiklen.

Organisationsteori er læren om organisationer og relaterer sig typisk til det akademiske studie af dem ved hjælp af sociologi, psykologi og antropologi og sågar økonomi. Det er samtidig et fag inden for erhvervsøkonomiske uddannelser. Begrebet organisation fokuserer blandet andet på det enkelte individ, virksomhedsledelse, projektledelse og motivation.
En organisation kan analyseres efter modeller som Maslows behovspyramide, Herzbergs motivationsteori, Porters værdikædeanalyse og Hofstedes kulturanalyse.
Organisationsteorien tager sigte på at være generel. Dens mål er netop at gå ud over den enkelte branche og den enkelte sektor i samfundet og søge at udvikle en viden, der er generel gyldig. Den samler sig typisk om de tre hovedtemaer, struktur, proces og kultur. Struktur (for, opbygning) optager mange forskere, og de, der betragter struktur som kilden til mange andre fænomener i organisationer, bliver kaldt strukturalister. Andre forskere er mere optaget af bevægelser og processer, herunder er vigtige emner interaktion, beslutninger, ledelse, konflikter og motivation. Denne samling af forskere har ingen fælles betegnelse.

## Lav kontra høj magtdistance
Denne dimension måler, hvor meget de mindre magtfulde medlemmer af institutioner og organisationer forventer og accepterer, at magten er ulige fordelt. I kulturer med lav magtdistance (f.eks Østrig, Australien, Danmark, New Zealand) forventer og accepterer folk magtforhold, der er mere rådgivende eller demokratiske. Folk relaterer sig til hinanden mere som ligeværdige uanset formelle positioner. Underordnede er mere komfortable med, og kræver ret til at bidrage til og kritik af, afgørelserne af magthaverne. I kulturer med høj magtdistance (f.eks Malaysia) accepterer de mindre magtfulde magtrelationer, der er autokratiske eller paternalistiske. Underordnede erkender, at de magtfuldes magt er baseret på deres formelle, hierarkiske positioner. Denne dimension forsøger således ikke at måle en kulturs "rigtige" magtdistribution, men snarere den måde, folk opfatter forskel.

## Kultur
Temaet kultur er blevet dyrket i mange år, men har først i de senere år fået betydelig opmærksomhed, bl.a. som følge af Japans stilling i international økonomi, og ligeledes skal ses i forhold til Nonakas tese om tavs og eksplicit viden, der anvendes bredt inden for teorier om organisationers socialitet og læring. Det drejer sig om værdier og normer, sprog og symboler, fortolkninger og erfaringer, motivation og ledelse.
En stor del af studierne i organisationernes kultur i Danmark har udgangspunkt i det postmoderne projekt – de fleste organsationskulturelle studier tager således udgangspunkt i forskellige marxistiske og poststrukturalistiske teoridannelser – diskursanalyse er således meget anvendt inden for disse studier, og ofte kædes studierne sammen med ideologi-kritiske eller værdimæssige diskussioner. Det kan blandt andet ses i forbindelse med teorierne bag værdibaseret ledelse, hvor organisationernes "essens" forstås som de sociale koder, der bærer kulturens viden, værdier og praksis. De sociale koder antages at være funderet i de sproglige konstruktioner, som organisationens formelle og uformelle kommunkation tager udgangspunkt i.

## Bidragydere
Af store bidragydere til organisationsteorien kan nævnes:
- Bakka, Jørgen Frode
- Drucker, Peter
- Fayol, Henry
- Fivelsdal, Egil
- Herzberg, Frederick
- Hofstede, Geert
- Luhmann, Niklas
- Maslow, Abraham
- McGregor, Douglas
- Mintzberg, Henry
- Schein, Edgar
- Senge, Peter
- Stacey, Ralph D.
- Taylor, Frederick Winslow
- Weber, Max
- Weick, Karl

| Samfundsvidenskab | Spire Denne artikel om samfundsvidenskab er en spire som bør udbygges. Du er velkommen til at hjælpe Wikipedia ved at udvide den. |

| Psi | Spire Denne artikel om psykologi er en spire som bør udbygges. Du er velkommen til at hjælpe Wikipedia ved at udvide den. |

| Ledelse | Spire Denne artikel om ledelse i teori eller praksis er en spire som bør udbygges. Du er velkommen til at hjælpe Wikipedia ved at udvide den. |